# Ecologisch bureau
Met een ecologisch bureau wordt doorgaans een bedrijf bedoeld dat ecologisch onderzoek verricht en/of ecologische adviezen uitbrengt. Een ecologisch bureau kan dus een onderzoeksbureau of een adviesbureau zijn, maar ook beide.
Veelvoorkomende werkzaamheden en projecten van ecologische bureaus zijn onder andere:
- landschapsecologische systeemanalyses (LESA's)
- vegetatiekarteringen
- milieukarteringen
- territoriumkarteringen
- quickscans (bijvoorbeeld voorafgaande aan bouw- of sloopprojecten)
- beheerplannen opstellen
- soortsmonitoring
- transectonderzoek
- PQ-onderzoek

Bij ecologische bureaus zijn vaak lang niet alleen ecologen werkzaam. Er kunnen allerlei typen biologen, geografen, milieukundigen en statistici werkzaam zijn.